# チャーリン県
チャーリン県（ベトナム語：Huyện Trà Lĩnh / 縣茶嶺?）は、ベトナム社会主義共和国カオバン省にかつて存在した県。面積は257km²、人口は25,200人（2018年）であった。

## 概要
2020年2月11日にチュンカイン県に編入された。

## 行政区画
1市鎮9社から構成されていた。